# Wild Energy. Amazonka. Wild Dances.
Wild Energy. Amazonka. Wild Dances. is de eerste verzamel-dvd van Ruslana. De dvd bevat verschillende videoclips uit 2000 tot en met 2008. De videoclips van "Wild Dances" en "Dyki Tantsi" staan als bonusnummers op de dvd.

## Afspeellijst
1. Presentatievideo

Amazonka
1. "Dyka Enerhia"
2. Making of "Dyka Enerhia"
3. "Vidloennja mri" feat. T-Pain
4. Making Of "Vidloennja Mri"
5. "Vohon' tsjy lid"
6. Making Of "Vohon' tsjy lid"
7. "Dykyj Anhel"

Wild Energy
1. "Teasers"
2. "Wild Energy"
3. Making of "Wild Energy"
4. "Moon of Dreams" feat. T-Pain
5. Making of "Moon of Dreams"
6. "Silent Angel"

Dyki Tantsi
1. "Dyki Tantsi"
2. Making Of "Dyki Tantsi"
3. "Skazjy Meni"
4. Making Of "Skazjy Meni"
5. "Oj, Zahrajmy, Moezytsjenkoe"
6. Making Of "Oj, Zahrajmy, Moezytsjenkoe"
7. "Kolomyjka"
8. Making Of "Kolomyjka"
9. "Znajoe Ja"
10. Making Of "Znajoe Ja"

Wild Dances
1. "Wild Dances"
2. Making Of "Wild Dances"
3. "Dance with the Wolves"
4. Making Of "Dance with the Wolves"
5. "The Same Star"
6. Making Of "The Same Star"